# Parydra vanduzeei
Parydra vanduzeei är en tvåvingeart som först beskrevs av Cresson 1933.  Parydra vanduzeei ingår i släktet Parydra och familjen vattenflugor.
Artens utbredningsområde är New York. Inga underarter finns listade i Catalogue of Life.